# Dicker Turm (Zerbst)

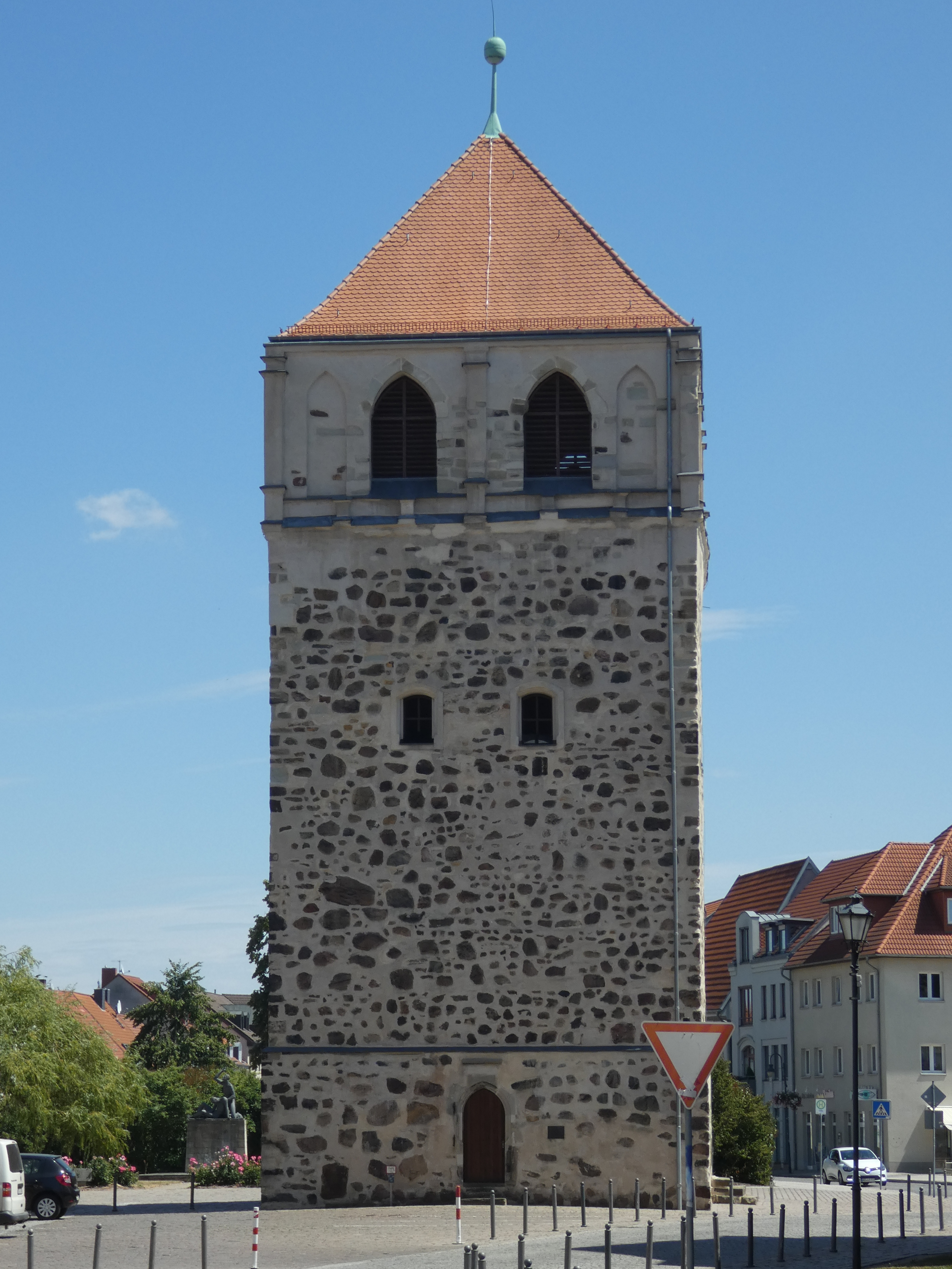
Der Dicke Turm in Zerbst

Der Dicke Turm ist ein mittelalterlicher Turm in der Stadt Zerbst/Anhalt, der ursprünglich Wehrturm war, seit dem 15. Jahrhundert aber als freistehender Glockenturm der Kirche St. Bartholomäi genutzt wird.

## Geschichte
Der Dicke Turm soll im 13. Jahrhundert als Teil der Wehranlage der Zerbster Burg errichtet worden sein. Ab 1432 wurde der Wehrturm als Glockenturm für die nahe Hofkirche St. Bartholomäi genutzt. 1565 erhielt der Turm im Stil der Renaissance ein Glockengeschoss mit spitzbogigen Schallfenstern. Baumeister soll ein Ludwig Binder gewesen sein. Im Jahr 1701 wurde im unteren Gewölbe des Dicken Turms eine Buchhandlung durch einen Verleger und Buchhändler Gottfried Zimmermann eingerichtet. Diese wurde bis 1812 für mehr als 100 Jahre betrieben.
Bei Luftangriffen auf die Stadt Zerbst wenige Wochen vor Ende des Zweiten Weltkriegs (16. April 1945) wurde das Glockengeschoss und der Renaissancegiebel, alle Decken und ein ursprüngliches Kreuzgewölbe über dem Erdgeschoss zerstört. Nach der kriegsbedingten Beschädigung wurde der Turm Zeltdach gedeckt. Dieses Dach wurde in einem Sturm beschädigt. 1969 installierte man neue Glocken im Dicken Turm. 1998/99 erfolgte eine umgehende Sanierung. Diese wurde durch den Bund, das Land Sachsen-Anhalt und die Stadt Zerbst finanziert. Die Kosten betrugen 170.000 Euro. Da die Glocken nach über 50 Jahren in die Jahre gekommen sind, werden sie 2023 durch 1973 von Petit & Gebr. Edelbrock gegossene Exemplare aus der dort 2018 profanierten katholischen Kirche St. Josef Gelsenkirchen-Scholven ersetzt.

## Bauwerk

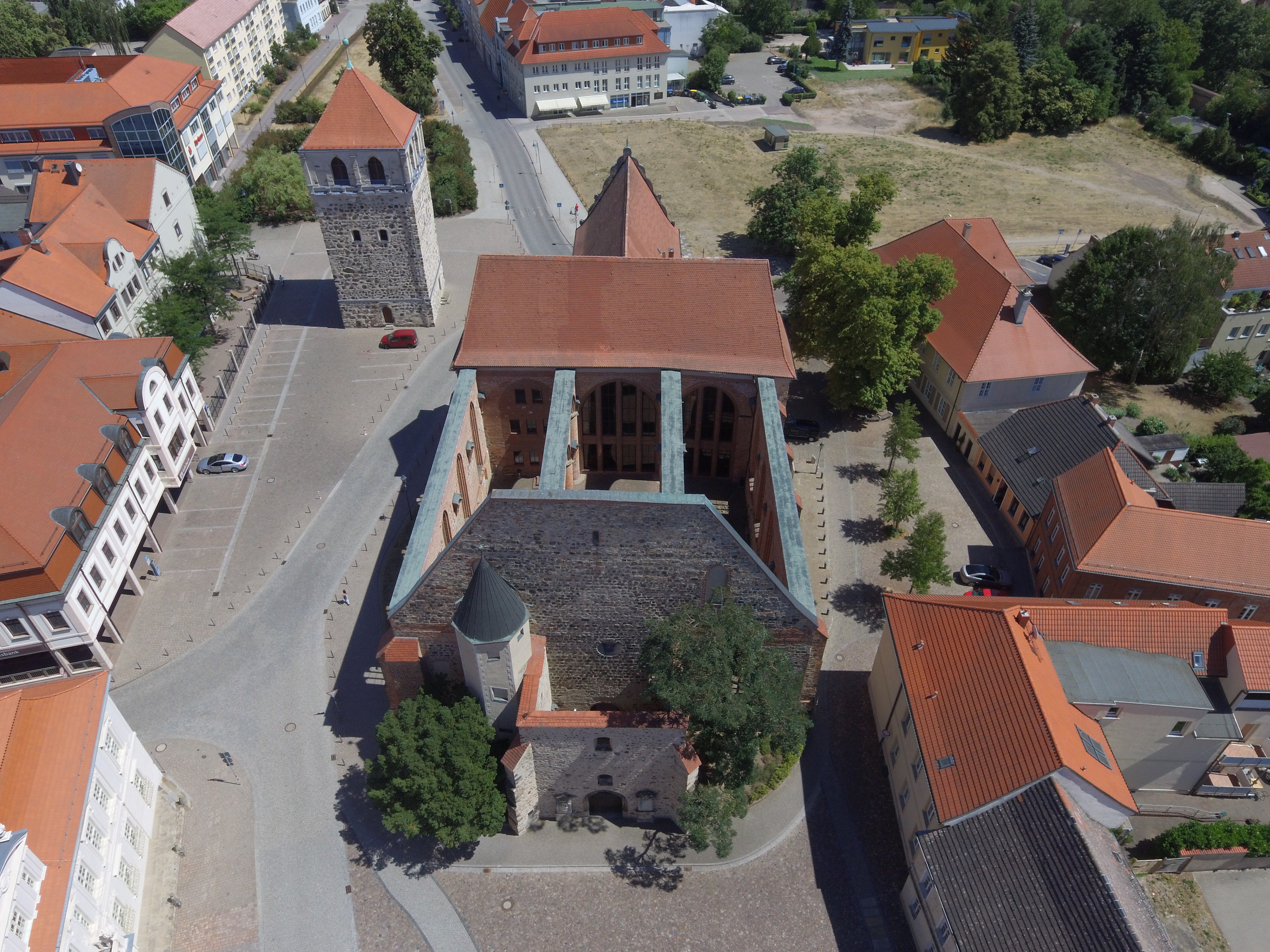
St. Bartholomäi von Westen; im Hintergrund links der als Glockenturm genutzte Dicke Turm

Das Bauwerk hat einen quadratischen Grundriss von etwa 11 mal 11 Metern. Die Traufhöhe beträgt etwa 21,5 Meter. Der Turm ist aus Bruchstein im Stil der Gotik errichtet. Der nördliche und der westliche Eingang und die Schallöffnungen sowie Blenden im Glockengeschoss sind spitzbogig gestaltet. Ein zweiflügeliges Tor nach Osten weist einen Korbbogen auf und eine Tür nach Süden ist rechteckig. Über dem östlichen Tor befindet sich eine Turmuhr. Kleine Fenster auf etwa halber Höhe haben Segmentbögen. Weitere Elemente der Fassadengestaltung sind schlichte Lisenen im Glockengeschoss und Gesimse. Das Zeltdach des Turms ist mit roten Biberschwänzen eingedeckt. Die Spitze markiert eine kupferne Turmkugel.